# Caulophacus onychohexactinus
Caulophacus onychohexactinus är en svampdjursart som beskrevs av Konstantin R. Tabachnick och Claude Lévi 2004. Caulophacus onychohexactinus ingår i släktet Caulophacus och familjen Rossellidae. Inga underarter finns listade i Catalogue of Life.